# Alibaba Cloud
Alibaba Cloud (阿里云, englisch Ali Cloud), auch bekannt als Aliyun, ist eine chinesische Tochtergesellschaft der Alibaba Group. Alibaba Cloud bietet Cloud-Computing-Dienste für Online-Unternehmen und Alibabas eigenes E-Commerce-Ökosystem an. Ihre internationalen Tätigkeiten sind in Singapur registriert und haben dort ihren Hauptsitz.
Alibaba Cloud bietet Cloud-Dienste an, die auf einer Pay-as-you-go-Basis verfügbar sind und Elastic Compute, Datenspeicher, Relationale Datenbanken, Verarbeitung von Big Data, DDoS-Schutz und Content Delivery Network umfassen.
Es ist das größte Cloud-Computing-Unternehmen in China und betreibt Rechenzentren in 21 Regionen und 63 Verfügbarkeitszonen auf der ganzen Welt.

## Geschichte
Im September 2009 wurde Alibaba Cloud gegründet. Anschließend wurden F&E-Zentren und Betriebszentren in Hangzhou, Peking und Silicon Valley eröffnet.
Nur ein Jahr später unterstützte die Alibaba Cloud schon das Taobao-Einkaufsfestival Singles’ Day mit 2,4 Milliarden Seitenabrufen in 24 Stunden. Alibaba Cloud ist der erste chinesische Anbieter von Cloud-Diensten, der die internationale Norm ISO27001:2005 erfüllte, welche Anforderungen an Informationssicherheits-Managementsystems spezifiziert. Anfang 2013 fusionierte das Unternehmen mit HiChina für das www.net.cn-Geschäft. Die ApsaraDB-Architektur, die von Alibaba Cloud entwickelt wurde, unterstützt seit August 2013 über 5000 physische Maschinen in einem einzigen Cluster.
Ende 2014 gelang es dem Unternehmen einen 14-stündigen DDoS-Angriff abzuwehren, welcher einen Spitzenwert von 453,8 Gbit/s erreichte. Im Mai 2014 startete ein Rechenzentrum in Hongkong, im darauffolgenden Jahr gingen zwei Rechenzentren in den Vereinigten Staaten online. Der Mutterkonzern Alibaba Group investierte Mitte 2015 eine weitere Milliarde US-Dollar in die Alibaba Cloud. Im August 2015 wurde das erste Rechenzentrum der Alibaba Cloud in Singapur eröffnet, später wurde Singapur als Überseehauptsitz der Alibaba Cloud angekündigt.
MaxCompute, welches von Alibaba Cloud entwickelt wurde und zum Data Warehousing genutzt wird, übernahm im Oktober 2015 die Führung beim Sortier-Benchmark und sortiert 100 TB Daten in 377 Sekunden und schlug damit den bisherigen Rekord von Apache Spark von 1406 Sekunden. Im selben Jahr fand die Alibaba-Cloud-Computing-Konferenz in Hangzhou statt und zog über 20.000 Entwickler an. Das Einkaufsfestival am 11. November wurde auch 2015 unterstützt, mit einem Rekord von 14,2 Milliarden US-Dollar Transaktionen innerhalb von 24 Stunden.
Im April 2016 ging Alibaba Cloud eine Partnerschaft mit SK Holdings ein, um südkoreanischen und chinesischen Unternehmen Cloud-Dienste anbieten zu können. Kurz darauf wurde durch den Mutterkonzern ein Joint Venture mit Softbank geschlossen, um Cloud-Dienste in Japan einzuführen und die Technologien und Lösungen von Alibaba Cloud zu nutzen. Im Juni wurde der Rechenzentrumsbetrieb in Singapur erweitert mit der Einrichtung einer zweiten Verfügbarkeitszone. Alibaba Cloud erreichte auch zwei neue Zertifizierungen in Übersee: Singapur Multi-Tier Cloud Security (MTCS) Standard Level 3 und den Payment Card Industry Data Security Standard (PCI-DSS).
Im November 2016 ging die Alibaba Cloud eine Partnerschaft mit Vodafone Deutschland ein, für den Betrieb von Rechenzentren und die Bereitstellung von Cloud-Diensten für deutsche und europäische Unternehmen.
Anfang 2017 wurde das Unternehmen dann offizieller Anbieter von Cloud-Diensten bei den Olympischen Spielen. Im selben Jahr wurde die offizielle Website von intl.aliyun.com zu www.alibabacloud.com geändert.
Um auch in Südostasien Cloud-Dienste anbieten zu können, ging Alibaba Cloud eine Partnerschaft mit Fusionex im September in Malaysia ein.
Ebenfalls wurde mit Elastic eine Partnerschaft eingegangen, so dass ein neuer Dienst namens Alibaba Cloud Elasticsearch startete. Weitere Rechenzentren wurden in Malaysia, Indien und Indonesien errichtet.
Im Dezember 2017 erhielt Alibaba Cloud vom Bundesamt für Sicherheit in der Informationstechnik (BSI) die C5-Standard-Zertifizierung für seine Rechenzentren in Deutschland und Singapur.